# REZZ
레즈(REZZ, 1995년 3월 28일 ~ )는 캐나다의 DJ, 음반 프로듀서이다.

## 음반 목록
- Mass Manipulation (2017)
- Certain Kind of Magic (2018)
- Spiral (2021)